# Microsoft Flight Simulator X
Microsoft Flight Simulator X is een vliegsimulatiespel ontwikkeld door Aces Game Studio en uitgegeven door Microsoft Game Studios voor Windows. Het volgde Flight Simulator 2004 op en is uitgekomen in Europa op 13 oktober 2006 en in de VS op 17 oktober 2006.
Flight Simulator X is het tiende programma in de serie en bevat meerdere bijgewerkte elementen in de virtuele wereld. Er zijn 18 vliegtuigen, 28 gedetailleerde steden en ruim 24.000 luchthavens waar de speler kan landen. De luxe-versie bevat 24 vliegtuigen en 38 gedetailleerde steden.
Op 17 augustus 2010 kondigde Microsoft Flight aan, een nieuw simulatieprogramma met een verbeterde graphics engine en simulaties.

## Ontvangst
| Recensiescore       | Recensiescore |
| Recensieverzamelaar | Score         |
| ------------------- | ------------- |
| GameRankings        | 80%           |
| Metacritic          | 80%           |
| Publicist           | Score         |
| GameSpot            | 8,4           |
| IGN                 | 7             |

Het vliegsimulatiespel ontving positieve recensies. Men prees het grafische gedeelte, de vele details en toegankelijke missies. Kritiek was er op de problemen met het aantal beelden per seconde.

## Trivia
- Het spel is opgenomen in het boek 1001 Video Games You Must Play Before You Die van Tony Mott.